# 男の約束
「男の約束」（おとこのやくそく）は、1988年に『薔薇族』に掲載された山川純一の一話完結の漫画。

## あらすじ
小学生の松田高志は両親が留守の際に辻沢遼介が女と納屋でセックスをしているところを目撃してしまう。女が出ていった後高志は遼介の股間が盛り上がっているのに気づき彼に「見てみたいか」と言われ「見たい」といい遼介は自らの性器を見せる。遼介は高志に自らの性器をしごくよう頼み高志は彼の性器を夢中でしごく。がこのままだと高志を犯しそうになるのでやめると遼介に言われ高志いつ抱いてくれるのと聞くと10年後になっても気持ちが変わらなければ抱くと遼介は答えた。10年後、高志は大学の夏休みで帰省し家に戻るとそこには10年前と変わらぬ遼介がいた。

## 登場人物
松田高志（まつだ たかし）
札幌郊外で農業を営む一家の一人息子。
辻沢遼介（つじさわ りょうすけ）
高志の父が雇った男。24歳。傷害罪で服役していたとき、性器に真珠を埋め込んでいた男に掘られた。その時の快感から、自らの性器に歯ブラシの柄を丸く削って作った緑色の球を埋め込んでいる。
女
遼介と納屋のほし草の上で性行為をしていた。